# Шагінян Олександр Вартанович
Олександр Вартанович Шагінян (рос. Александр Вартанович Шагинян; 11 червня 1939, Сочі, Краснодарський край, РРСФР, СРСР) — радянський письменник, перекладач, журналіст, сценарист та драматург вірменського походження. Член Союзу письменників СРСР (1981).

## Життєпис
Після школи намагався вступити до ВДІКу, навчався в Інституті культури але був відрахований. Мешкав у Москві, згодом працював на Камчатці, там написав кілька радіоп'єс. 
1974 року закінчив факультет журналістики Ростовського університету, після чого працював власкором центрального телебачення на Камчатці. 
З 1974 року почав публікувати п'єси. 
1976 року працював у тимчасовому творчому колективі при ГІТІСі. 
1988 року, був заступником керівника групи письменників, отримав політичний притулок в Англії.

## Доробок
- Право на життя. Збірник: П'єси. Олександр Шагінян; Художник Олексій Бегак. Москва: Видавництво «Радянський письменник», 287 ст. 1986
- Рідні: П'єса. Олександр Шагінян; Москва: ВААП-Інформ. 1986
- Літнім вечором: Драматична повість. Олександр Шагінян; Москва: ВААП-Інформ. 1982
- Пірат. Олександр Шагінян; Москва: Видавництво: Дитяча література. 1981
- Офіцери: П'єса. Олександр Шагінян; Москва: ВААП-Інформ. 1981
- Подія: Драма. Олександр Шагінян; Москва: ВААП-Інформ. 1980
- Право на життя: П'єса. Олександр Шагінян; Відп. редактор Т. Агапова. Москва: ВААП-Інформ. 1979
- Як це було насправді. Олександр Шагінян; Москва: Видавництво: Дитяча література. 1975

Перекладач
- Дорожче життя: драма. Білял Аппаєв; переклад з черкеської Олександр Шагінян. Москва: ВААП-Інформ. 1986
- Ветеран: комедія. Іса Капаєв; переклад з ногайської Олександр Шагінян. Москва: ВААП-Інформ. 1985
- Прийомні дні ректора: драма. Дулат Ісабеков; переклад з казахської Олександр Шагінян. Москва: ВААП-Інформ. 1977
- Ранковий туман: драма. Фаріт Богданов; переклад з башкирської Олександр Шагінян. Москва: ВААП-Інформ. 1976

Сценарист
- Нам тут жити (1982)